# Austrocordulia
Austrocordulia is een geslacht van libellen (Odonata) uit de familie van de glanslibellen (Corduliidae).

## Soorten
Austrocordulia omvat 3 soorten:
- Austrocordulia leonardi Theischinger, 1973
- Austrocordulia refracta Tillyard, 1909
- Austrocordulia territoria Theischinger & Watson, 1978